# Meriré (főpap)

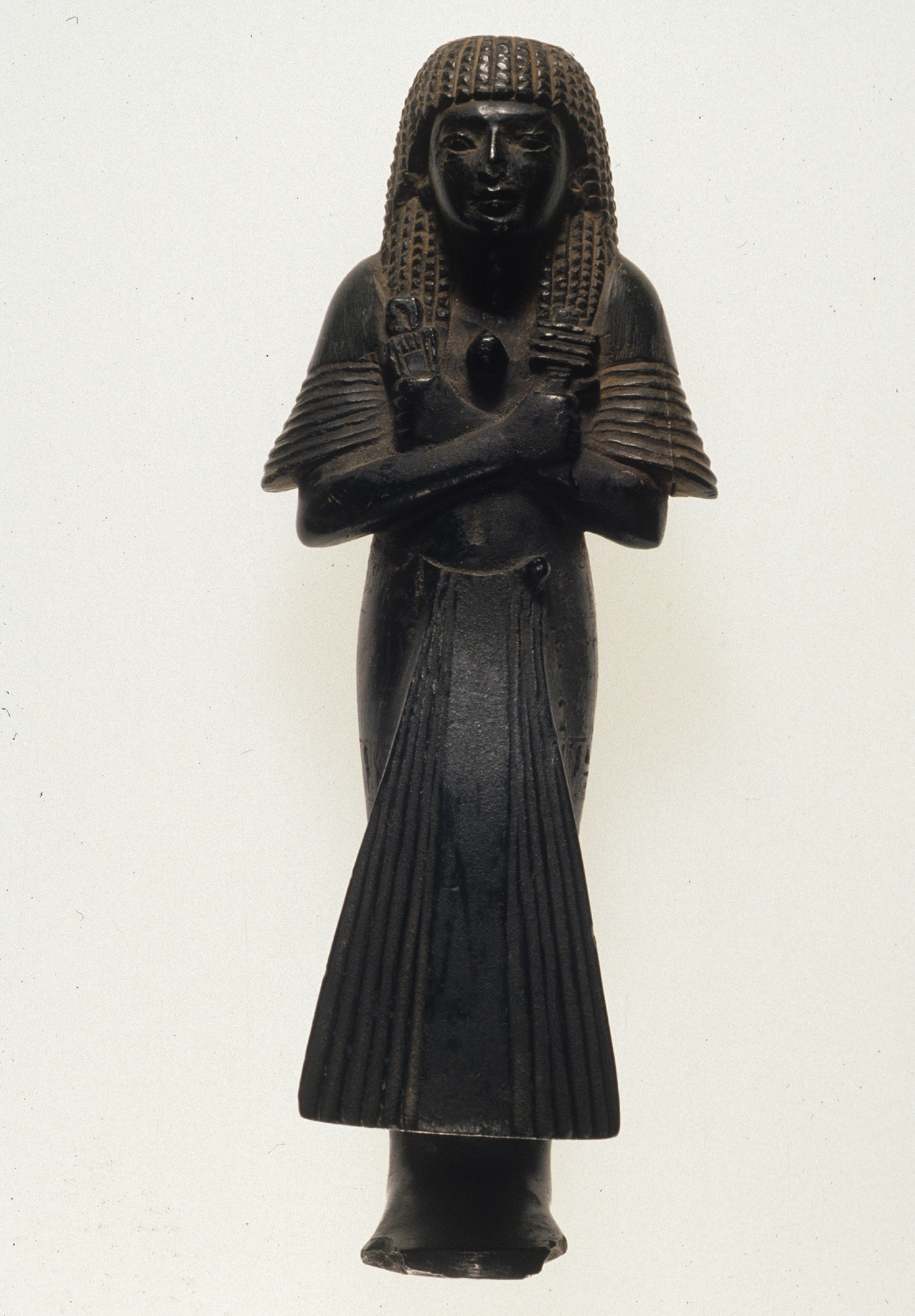
Meriré egyik usébtije

Meriré ókori egyiptomi főpap a XVIII. dinasztia idején, Ehnaton uralkodása alatt. Aton főpapjaként ugyanúgy „a látók legnagyobbika” címet viselte, mint a héliopoliszi Ré-főpap, Ehnaton ezzel is hangsúlyozni akarhatta a Ré és Aton kultusza közt fennálló kontinuitást. Ő Aton egyetlen ismert főpapja. Emellett címei még: Aton főpapja Ahet-Atonban; Legyezőhordozó a király jobbján. Sírjában említik feleségét, Tenrét. Meriré talán azonos a korábban Merineith nevet viselő főpappal, aki egy memphiszi sírból ismert.

## Sírja
Ahet-Atonban (ma: el-Amarna) fennmaradt sziklasírja (EA4) a legnagyobbnak készült az amarnai magánsírok közül. A sír a királysírnak helyet adó váditól északra elhelyezkedő hat sír, az ún. Északi sírok közül a negyedik. A sír az amarnai sírokra jellemzően egyenes tengelyű; híres arról, hogy díszítésén szerepel a nagy Aton-templom.

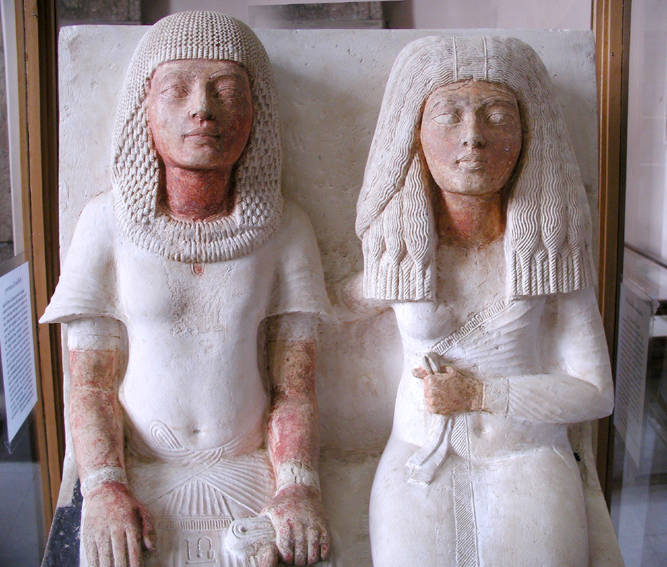
Meriré és Iniuia szobra